# Ukan
Ukan (arab. عوكان) – wieś w Syrii, w muhafazie Aleppo, w dystrykcie Afrin. W 2004 roku liczyła 264 mieszkańców.